# Société sportive Samertolameu
Maillots
La Société Sportive Samertolameu est un club d'aviron de la paroisse de Meira, dans la commune pontevedrés (gentilé castillan de Pontevedra) de Moaña.
Depuis la saison 2009 il évolue dans la Ligue San Miguel.

## Palmarès
- 1 Ligue Nord-Ouest de trainières: 2005
- 1 Ligue Galicienne de trainières: 2006
- 1 Championnat de Galice: 2007
- 5 Drapeau Prince des Asturies: 1985, 1993, 1996, 2006 et 2009.
- 1 Drapeau de Pereira: 2005
- 1 Drapeau de Ferrol: 2005
- 1 Drapeau de Redondela: 2006
- 1 Drapeau de Nigrán: 2006
- 1 Drapeau de O Grove: 2006
- 3 Drapeau El Corte Inglés (Vigo): 2006, 2007 et 2008
- 3 Drapeau de Cangas: 2005, 2006 et 2008
- 2 Drapeau de Moaña: 2006 et 2008
- 3 Drapeau de Muros: 2006, 2008 et 2010
- 4 Drapeau de Poio: 2005, 2006, 2007 et 2008
- 2 Drapeau de A Pobra: 2006 et 2008
- 2 Drapeau de Vigo: 2005 et 2006
- 3 Drapeau de Pontevedra: 2006, 2007 et 2008
- 2 Drapeau de Oleiros: 2006 et 2008
- 2 Drapeau de Ares: 2008 et 2010
- 4 Drapeau Teresa Herrera: 1993, 2003, 2004 et 2008

### Sources
- (es) Cet article est partiellement ou en totalité issu de l’article de Wikipédia en espagnol intitulé « Sociedad Deportiva Samertolameu » (voir la liste des auteurs).